# بينما نخفى امنا
بينما نخفى امنا (بالتركية: Annemizi Saklarken)‏ هو مسلسل تلفزيوني دراما تركي من بطولة هانده دوغان دمير وخديجة أصلان، عرضت أول حلقة في 8 ديسمبر 2021 على قناة ستار تي في.